# Gambela (vùng)
Gambela, (tiếng Amhara: ጋምቤላ) là một trong 9 vùng dựa trên cơ sở dân tộc (kililoch) của Ethiopia. Trước đay nó là "vùng 12", thủ phủ của vùng là Gambela. Vùng nằm giữa các sông Baro và Akobo. Vườn quốc gia Gambela có diện tích xấp xỉ 5.061 km² hay 17% lãnh thổ của vùng.
Các dân tộc chính tỏng vùng là người Nuer (46,66%), người Anuak (21,16%), người Amhara (8,42%), người Kafficho (5,04%), người Oromo (4,83%), người Mezhenger (4%), người Shakacho (2,27%), người Kambaata (1,44%), người Tigray (1,32%). Tiếng Nuer là ngôn ngữ thứ nhất của 48,35% cư dân, kế tiếp là tiếng Anuak với 22,02%, tiếng Amhara với 11,11%, tiếng Oromo với 4,85%, tiếng Kafa với 4,65%, tiếng Shakacho với 2,48%. 70,1% cư dân trong vùng là tín đồ Tin Lành, 16,8% là tín đồ Ki-tô giáo Chính thống, 4,9% là tín đồ Hồi giáo, 3,8% thực hành các tôn giáo truyền thống, 3,4% là tín đồ Công giáo La Mã